# Irene Bayer
Irene Bayer, geborene Hecht, (* 28. Oktober 1898 in Chicago; † 1991 in Santa Monica, USA) war eine US-amerikanische Fotografin.

## Leben
Irene Bayer wuchs in einer jüdischen Familie auf. Ihr Vater nahm sie kurz nach ihrer Geburt mit nach Ungarn, wo er eine Stelle antrat. Nach dem Abitur studierte sie an der Akademie der Künste in Berlin. Es wird oft behauptet, dass sie ersten Kontakt zum Bauhaus durch den Besuch der Bauhausausstellung von 1923 hatte. Überlieferte Bewerbungsunterlagen belegen, dass sie sich bereits im Frühjahr 1923 am Bauhaus beworben hatte und abgelehnt wurde. Walter Gropius hielt sie für ungeeignet, da sie mit Emaille arbeiten wollte. Wahrscheinlich wurde sie abgewiesen, weil der Meisterrat die Zahl der weiblichen Studierenden gering halten wollte. Ihren späteren Ehemann Herbert Bayer lernte sie im Sommer 1923 bei einem Besuch am Bauhaus kennen. 1924 zog Irene Bayer nach Paris, wo sie als Gasthörerin an Vorlesungen an der Sorbonne und der École des Beaux-Arts teilnahm. In Paris gehörte sie bald der avantgardistischen und intellektuellen Szene an. Ihren Lebensunterhalt bestritt sie als Näherin für ein Pariser Modehaus.
1925 nahm sie ohne Immatrikulation am Vorkurs des Bauhauses in Weimar teil und heiratete Ende des Jahres Herbert Bayer. 1926 folgte sie mit ihrem Mann dem Umzug des Bauhauses von Weimar nach Dessau und absolvierte an der Akademie für Graphische Künste und Buchgewerbe in Leipzig eine fotografische Ausbildung. Am Bauhaus nahm Irene Bayer Fotos auf, mit denen sie grafische Arbeiten ihres Mannes unterstützte und die in Publikationen des Bauhauses Verwendung fanden. An ihren Aufnahmen zeigt sich ihre avantgardistische Arbeitsweise im Stile des Neuen Sehens.
1928 verließen Irene Bayer und ihr Mann das Bauhaus und gingen nach Berlin. 1929 wurde ihre Tochter Julia geboren, die 1963 verstarb. Bei der Geburt des Kindes hatte sich das Ehepaar bereits auseinandergelebt, und Herbert Bayer hatte ein außereheliches Verhältnis mit Ise Gropius. Das Ehepaar Bayer wohnte seit Anfang der 1930er Jahre getrennt. Die Emigration ihres Mannes 1938 in die USA, der einem Ruf von Walter Gropius folgte, unterstützte Irene Bayer aktiv und folgte ihm im selben Jahr nach New York. Dort gab sie die professionelle Fotografie auf und arbeitete als Übersetzerin. 1944 ließ sie sich von ihrem Mann scheiden und ging 1945 für zwei Jahre nach Deutschland, um für die amerikanische Militärverwaltung in München zu arbeiten. Danach lebte sie in Santa Monica in Kalifornien. Sie ist auf dem Aspen Grove Cemetery in Aspen neben dem Grab ihrer Tochter und nahe den Gräbern von Herbert Bayer und seiner zweiten Ehefrau Joella beerdigt.